# Liste der Chief Minister von Mizoram
Die folgende Tabelle listet die Chief Minister von Mizoram mit Amtszeit und Parteizugehörigkeit auf.
| # | Name               | Amtsantritt       | Ende der Amtszeit | Partei                          |
| 1 | L. Chal Chhunga    | 3. Mai 1972       | 9. Mai 1977       | Mizo Union                      |
|   | (President’s rule) | 10. Mai 1977      | 1. Juni 1977      |                                 |
| 2 | Thenphunga Sailo   | 2. Juni 1977      | 9. November 1978  | People’s Conference             |
|   | (President’s rule) | 10. November 1978 | 7. Mai 1979       |                                 |
| 3 | Thenphunga Sailo   | 8. Mai 1979       | 4. Mai 1984       | People’s Conference             |
| 4 | Lalthanhawla       | 5. Mai 1984       | 20. August 1986   | Indian National Congress        |
| 5 | Laldenga           | 21. August 1986   | 6. September 1988 | Mizo National Front             |
|   | (President’s rule) | 7. September 1988 | 23. Januar 1989   |                                 |
| 6 | Lalthanhawla       | 24. Januar 1989   | 2. Dezember 1998  | Indian National Congress-Indira |
| 7 | Zoramthanga        | 3. Dezember 1998  | 10. Dezember 2008 | Mizo National Front             |
| 8 | Lalthanhawla       | 11. Dezember 2008 | 14. Dezember 2018 | Indian National Congress        |
| 9 | Zoramthanga        | 15. Dezember 2018 | im Amt            | Mizo National Front             |